# اوتوباک
اوتوباک (انگلیسی: Ottobock) شرکت تجهیزات پزشکی آلمانی است، که در سال ۱۹۱۹ تأسیس شد.